# Ostracisme

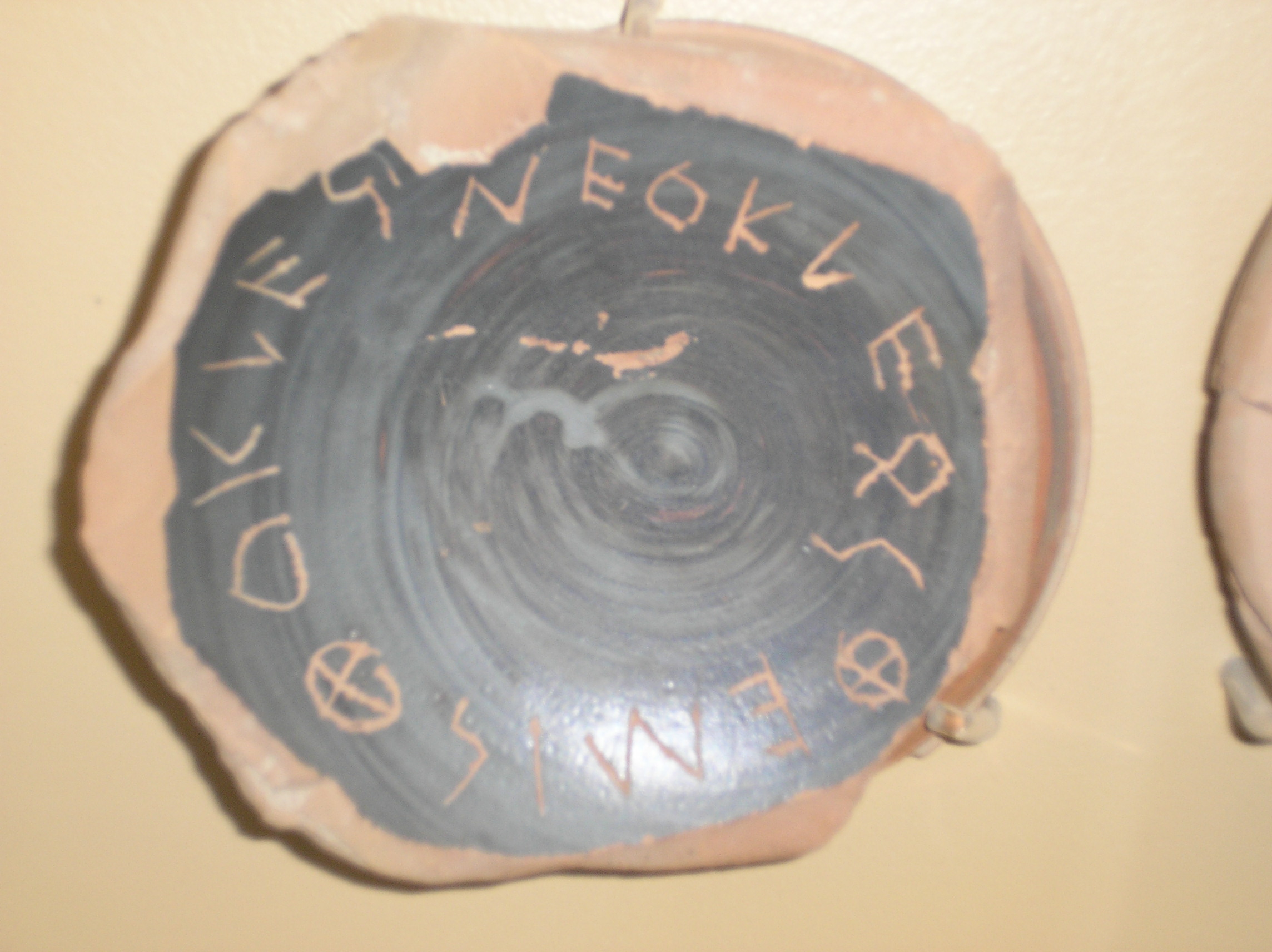
Ostrakon met de naam van Themistokles, zoon van Neokleos

Ostracisme of schervengericht (Grieks: έξω-οστρακισμός; exo-ostrakismos) was in de Atheense democratie een stemprocedure in de Ekklèsia (Volksvergadering) om politieke leiders (generaals) die men te machtig vond voor tien jaar te verbannen. Men probeerde zo waarschijnlijk al te grote tegenstellingen binnen de politieke gemeenschap (polis) te overbruggen.
De procedure werkte als volgt: als de burgers in de Volksvergadering besloten dat er een ostracisme moest worden gehouden, kon iedere burger op een bepaalde dag in de Agora de naam van een door hem gewraakte politiek leider op een stuk gebroken aardewerk (vandaar de naam, ostrakon = scherf) schrijven. Als de scherven waren beschreven, werd de persoon wiens naam het meest werd genoemd voor tien jaar verbannen uit de stad, met behoud van bezittingen en burgerrechten. Rond 415 v.Chr. raakte de procedure in onbruik en kwam de graphe paranomon in zwang.

## Huidig gebruik van het woord ostracisme
Tegenwoordig wordt de term ostracisme gebruikt om een vorm van sociale uitsluiting aan te duiden waarbij door de gezamenlijke leden van een groep contact met een individu of een minderheidsgroep wordt vermeden en waarbij deze bewust geweerd wordt uit de (meerderheids)groep. Professor Kipling Willams, sociaal psycholoog aan de Purdue-universiteit in West Lafayette, Indiana, deed onderzoek naar het effect van ostracisme op een individu. Ostracisme of uitsluiting mag dan geen externe littekens achterlaten, maar de pijn die het veroorzaakt is vaak dieper en duurt langer dan een lichamelijk letsel, volgens het onderzoek van Williams.
“Uitgesloten of verbannen worden is een onzichtbare vorm van pesten die geen blauwe plekken achterlaat, en daarom onderschatten we de impact ervan vaak”, zegt Kipling D. Williams, hoogleraar psychologische wetenschappen. “Uitsluiting door middelbareschoolvrienden, kantoorcollega’s of zelfs echtgenoten of familieleden kan ondraaglijk zijn. En omdat ostracisme in drie fasen wordt ervaren, kunnen die pijnlijke gevoelens over een zeer lange periode voorkomen. Mensen en therapeuten moeten zich hiervan bewust zijn, zodat ze depressie of ander psychisch lijden kunnen voorkomen.”
Wanneer een persoon wordt geostraciseerd, voelt de dorsale cortex cingularis anterior van de hersenen, die lichamelijke pijn registreert, ook deze "sociale verwonding", aldus Williams. Het proces van ostracisme omvat drie opeenvolgende fasen: het genegeerd of buitengesloten worden, het ermee leren omgaan, en ten slotte berusting.
In een bredere maatschappelijke context verwijst sociale uitsluiting naar de maatschappelijke positie van de sociaal zwakkeren, mensen die arm zijn en daardoor moeilijk toegang hebben tot de maatschappij, bijvoorbeeld tot de arbeidsmarkt.